# Mary Lucy Cartwright
Dame Mary Lucy Cartwright, angleška matematičarka, * 17. december 1900, Aynho, grofija Northamptonshire, Anglija, † 3. april 1998, Cambridge, Anglija.
Mary Cartwright je bila vodilna britanska matematičarka tedanjega časa.

## Življenje in delo
Njen oče je bil vikar. Leta 1919 je kot ena od petih žensk začela študirati matematiko na St Hugh's College v Oxfordu. Tam je diplomirala leta 1923 z odliko. Nato je poučevala na dekliških šolah Alice Ottley School v Worcestru in Wycombe Abbey v High Wycombeju v Buckinghamshireu. 
V letu 1928 se je vrnila v Oxford in doktorirala. Njen mentor pri doktoratu je bil Hardy. V akademskem letu 1928/29 je bil Hardy na Princetonu, tako da je mentorske dolžnosti prevzel Tichmarsh. Njeno disertacijo o celi funkciji je pregledal Littlewood, ki ga je prvič srečala koz zunanjega izpraševalca pri svojem ustnem zagovoru doktorata. Kasneje je postala Littlewoodova tesna sodelavka.
Cartwrightovi so leta 1930 odobrili Yarrowo znanstveno-raziskovalno štipendijo in je odšla na Kolidž Girton v Cambridge, kjer je nadaljevala z rasikovanjem področja svojega doktorskega dela. Poslušala je Littlewoodova predavanja in v tem času rešila odprt problem, ki ga je zastavil Littlewood. Njen izrek, danes znan kot izrek Cartwrightove, podaja oceno največjega modula analitične funkcije, ki zavzame isto vrednost ne več kot p- krat v enotskem disku. Pri dokazu izreka je uporabila nov pristop in uporabila postopke, ki jih je uvedel Ahlfors za konformne preslikave.
Podala je dokaz iracionalnosti števila π, ki je bil predhodnica Nivenovega. Njena različica dokaza je bila objavljena v dodatku Jeffreysove knjige Znanstveni sklep (Scientific Inference).
Leta 1936 je postala predstojnica oddelka za matematiko na Kolidžu Girton, leta 1938 pa je začela delati na novih problemih, ki so imeli velik vpliv na usmeritev njenih raziskav. Radio Research Board Oddelka za znanstvene in industrijske raziskave (DSIR) je izdal spomenico, ki se je nanašala na določene diferencialne enačbe pri modeliranju delovanja radia in radarja. Prosili so Londonsko matematično društvo (LMS), če bi lahko našlo matematika, ki bi lahko reševal te probleme, in Cartwrightova se je začela zanimati za spomenico. Dinamike, ki je stala za problemi, ni poznala, tako da je prosila za pomoč Littlewooda. Skupaj sta začela raziskovati enačbe. Littlewood je zapisal: »Delo ni napredovalo in za kakšne »rezultate« nisva imela nobenega upanja na uspeh; nepričakovano pa je celotni pogled dramatične fine zgradbe rešitev strmel v naju.« Fina zgradba, ki jo tukaj opisuje Littlewood, je danes tipični primer metuljevega pojava. Njuno sodelovanje je vodilo do pomembnih rezultatov in zelo vplivalo na smer, ki jo je ubrala sodobna teorija dinamičnih sistemov.

## Priznanja
Cartwrightovo so leta 1947 izbrali za članico Kraljeve družbe. Čeprav kot članica ni bila prva ženska, je bila prva matematičarka.
Leta 1948 so jo imenovali za komornico Girtona in leta 1959 za profesorico teorije funkcij v Cambridgeu, delovno mesto, ki ga je opravljala do leta 1968.
Bila je prva ženska, ki je prejela Sylvestrovo medaljo, bila v svetu Kraljeve družbe in med letoma 1961 in 1962 predsednica Londonskega matematičnega društva. Leta 1968 je prejela tudi De Morganovo medaljo Kraljeve družbe. V letu 1969 so jo povzdignili v viteški red kot dame komtur reda britanskega imperija.